# 中村俊輔
中村俊輔（1978年6月24日—），已退役日本著名足球運動員，司職中場，前日本國家足球隊成員，2004年亞洲盃最有價值球員。

## 早期生涯
1978年6月24日，中村俊辅出生于日本神奈川县横滨市。
1985年，年少的中村俊辅受哥哥的影响，在上小学时加入了当地一家名为深园FC的少年足球俱乐部。
1991年4月，在横浜市立深谷中学校上初中时期，中村俊辅已是日职联赛顶级球队横滨水手的少年队成员，并两次获得全国联赛的冠军。但是他却因为身材矮小未能升入横滨水手队的青年队。
1994年4月，中村俊辅考入桐光学园高中并加入校队，其精准的任意球就是在那个时期的基础，在桐光学园高中时期，他就因为左脚出色的任意球而被日本媒体称作天才。
1995年，中村俊辅迎来自己足球生涯最难忘的时刻。由山本昌邦执教的日本20岁以下青年队破例将其招入队中，成为当年亚洲青年锦标赛中唯一高中球员。
1996年，中村俊辅代表学校还获得了日本全国高校联赛亚军。

## 俱樂部生涯

### 橫濱水手
1997年1月，中村俊辅与日职联赛球队横滨水手签约。中村俊辅本人获得1997年日本职业足球联赛的最佳新人奖。中村俊辅入选了1999年日本职业足球联赛的最佳阵容。
2000年4月，中村俊辅拒绝来自意甲联赛球队佩鲁贾足球俱乐部的邀请，表明将继续为横滨水手效力。
中村俊辅本人获得2000年日本职业足球联赛的最佳球员奖（MVP）和日本足球先生并获得200万日元的奖金，并入选2000年日本职业足球联赛的最佳阵容。
2001年，中村俊辅帮助横滨水手获得日本联赛杯冠军。

### 雷吉納
2002年7月4日，伤愈后的中村俊辅加盟意甲联赛升班马雷吉纳足球俱乐部，成为第四位投身意大利球队的日本球员。中村俊辅是以租借形式加盟雷吉纳，2003年1月将正式转会，与雷吉纳签约至2005年6月，租借期间的费用是40万美元，而转会费是350万美元，年薪初步定在45万到50万美元之间。今后如果中村俊辅转会，雷吉纳要将转会费的15%付给横滨水手。中村俊辅将身穿10号球衣征战联赛。
2003年8月29日，在意大利盃第一阶段首轮比赛中，中村俊辅在第16分钟右脚射门入网打进一球，并多次策划进攻，帮助雷吉纳客场3-0完胜塔兰托。这是中村俊辅代表雷吉纳参加的首场正式比赛。9月18日，在意甲联赛第二轮雷吉纳客场0-2负于佩鲁贾的比赛中，中村俊辅首次代表雷吉纳在意甲联赛出场，完成1次远射，1次插上射门，2次角球。赛后《米兰体育报》和《罗马体育报》还是给了中村俊辅6分。9月22日，在意甲联赛第3轮雷吉纳主场1-2负于国际米兰的比赛中，中村俊辅在比赛中攻入一个点球，这也是他个人在意甲的首粒入球。12月1日，在意甲联赛第12轮雷吉纳主场1-1逼平切沃的比赛中，中村俊辅在上半场主罚点球命中。12月9日，在意甲联赛第13轮雷吉纳客场0-2负于帕尔马比赛中，中田英寿和中村俊辅在意甲赛场完成的日本德比。
2003年4月6日，在意甲联赛第27轮雷吉纳主场1-0战胜恩波利的比赛中，第54分钟，中村俊辅开出角球，对方的格雷拉被迫手球犯规，中村俊辅主罚将点球罚入。
2003年8月31日，在意甲联赛第一轮雷吉纳主场2-2逼平升班马桑普多利亚的比赛中，中村俊辅替补出场与效力于桑普多利亚的柳泽敦上演“日本德比”。9月28日，在意甲联赛第4轮雷吉纳客场0-2负于尤文图斯的比赛中，中村俊辅在上半时两次射中门框成为雷吉纳最有威胁的球员。
2004年3月7日，在意甲联赛第24轮雷吉纳客场1-1战平安科纳的比赛中，中村俊辅58分钟替补出场，并在第80分钟禁区前沿主罚任意球击中横梁。
2005年1月6日，在意甲第17轮雷吉纳主场1-0战胜巴勒莫的比赛中，中村俊辅打入全场唯一进球。2月27日，在意甲联赛26轮雷吉纳主场1-0战胜切沃的比赛中，中村俊辅在上半时41分钟的任意球直接破门。雷吉纳足球俱乐部主席福蒂于6月份证实，中村俊辅已经收到了来自西甲球队拉科鲁尼亚和马德里竞技的邀请函。

### 凱爾特人
2005年7月23日，中村俊辅转会到苏超联赛球队凯尔特人足球俱乐部，转会费为350万英镑，中村俊辅年薪约为74.8万英镑。11月19日，在苏超联赛第15轮焦点战中，凯尔特人队主场以3-0完胜劲敌格拉斯哥流浪者取得5连胜，将对对手的领先优势扩大到15分，中村俊辅首发出场助攻一球。
2006年6月15日，中村俊辅与凯尔特人续约一年。这份续约合同签订后，日本中场中村俊辅将在凯尔特人效力直到2009年。
2005-06年赛季，中村俊辅帮助凯尔特人足球俱乐部获得苏超联赛冠军和苏格兰联赛盃冠军。
2006年9月13日，中村俊辅首次代表凯尔特人出战欧洲足球冠军联赛对阵英超名门曼联，在比赛中中村俊辅罚入一记精彩绝伦的任意球，这也是中村俊辅在欧冠联赛中的首粒进球，中村俊辅因此称为了日本第一位、亚洲第三位（前两位是伊朗人阿里·代伊和韩国人朴智星）在欧冠联赛破门的球员。10月14日，在苏超联赛第10轮凯尔特人队客场4比1大胜登地联的比赛中，中村俊辅在球队开场仅4分钟就落后一球的情况下，上演帽子戏法带领球队完成了逆转。11月21日，在欧冠联赛凯尔特人再战曼联的比赛中，中村俊辅再次任意球破门帮助凯尔特人1-0击败曼联。
2007年4月2日，凯尔特人2-1击败了基尔马诺克，从而提前5轮成功获得了2006-07年赛季的苏超联赛冠军，这也是该球队历史上第41个联赛冠军锦标，在比赛中，中村俊辅打进制胜球。赛后苏格兰足協宣布，中村俊辅被选为2006-07年赛季的苏格兰足球超级联赛最佳球员。中村俊辅是首个在欧洲高水平顶级联赛斩获如此崇高荣誉的亚洲球员。2007年5月29日，在苏格兰足总杯决赛凯尔特人以1-0战胜邓弗姆林的比赛中，中村俊辅右脚受伤。
2006-07年赛季，中村俊辅帮助凯尔特人获得苏格兰足球超级联赛冠军和苏格兰足总杯冠军。中村俊辅被选为2006-07年赛季的苏格兰足球超级联赛最佳球员，同时中村俊辅获得苏格兰PFA足球先生和苏格兰FWA足球先生。中村俊辅还凭借在节礼日凯尔特人2-2逼平登地联的比赛中的一记远程吊射破门获得了2006-07年赛季最佳进球奖。
2007年2月25日，中村俊辅在苏格兰足总盃1/4决赛的比赛凯尔特人队2-1击败因恩華尼斯的比赛中。但中村俊辅在比赛中意外左手骨折。10月27日，中村俊辅在凯尔特人与马瑟韋尔的联赛中膝盖受伤。
2008年1月12日，中村俊辅在因伤阔别赛场长达3个月后首次回归赛场，并在凯尔特人与史特灵的苏格兰足总杯赛中打进1球。4月16日，在凯尔特人主场与格拉斯哥流浪者的苏超德比中，中村俊辅首开纪录，帮助凯尔特人2-1战胜对手，这也是中村俊辅在苏格兰德比中打进的第一球。5月3日，在凯尔特人与马瑟韋尔的苏格兰足球超级联赛中，中村俊辅助攻1次，同时完成了自己在苏超联赛的第100次出场。
2007-08年赛季，中村俊辅帮助凯尔特人足球俱乐部获得苏格兰足球超级联赛冠军。
2009年2月28日，在苏格兰超级联赛第27轮比赛凯尔特人在凯尔特人公园主场以7-0的比分大胜圣美伦的比赛中，中村俊辅在上演了帽子戏法。7月19日，足球媒体网站“Goal”评出了苏格兰足球超级联赛近10年来最佳阵容，中村俊辅凭借在凯尔特人队近4个赛季优异的表现占据一席。
2008-09赛季，中村俊辅帮助凯尔特人足球俱乐部获得苏格兰联赛杯冠军。

### 西班牙人
2009年6月23日，中村俊辅自由转会西甲联赛球队西班牙人足球俱乐部，双方签约合同为期两年，中村俊辅年薪为120万欧元。7月10日，他抵达巴塞隆納接受俱乐部方面安排的体检。7月26日，在夏季热身赛西班牙人4-0击败贝拉拉达的比赛中，中村俊辅在比赛的第83分钟助攻伊万·阿隆索打入第四球。8月30日，在西甲联赛首轮西班牙人客场0-1负于毕尔巴鄂竞技的比赛中，中村俊辅首次在西甲联赛中出场。9月23日，在西甲联赛第4轮西班牙人主场2-1战胜马拉加的比赛中，中村俊辅完成自己在西班牙赛场上的唯一一次助攻。11月29日，在西班牙人0-4负于马德里竞技的比赛之后，中村俊辅就不再出现在西班牙人的首发阵容，有时甚至连替补也打不上。

### 橫濱水手
2010年2月26日，中村俊辅从西班牙人足球俱乐部正式转会至前东家日职联赛球队的横滨水手，转会费超过了100万欧元。3月20日，在日职联赛第3轮横滨水手主场4-0战胜川崎前锋的比赛中，中村俊辅打入回归日本联赛后的首球。
2013年9月，中村俊辅入选知名足球网站“Goal”评选的亚洲足坛8月最佳阵容。12月11日，在日职联赛举办的年度颁奖典礼上，中村俊辅以213票的优势当选日职联赛最有价值球员（MVP），这是他时隔13年之后再次获得这一荣誉。值得一提的是，中村俊辅继当年成为最年轻联赛MVP之后，又成为最年长的联赛MVP，创造了日本足球的历史。12月29日，天皇杯半决赛结束，中村俊辅在比赛结束前进球帮助横滨水手战胜各自对手进军决赛。
2015年7月19日，在日职联赛横滨水手客场2-2战平大阪飞脚的比赛进入到伤停补时第4分钟，中村俊辅主罚任意球得分。
2016年4月3日，在日职联赛第5轮横滨水手客场2-1逆转击败大阪飞脚的比赛中，中村俊辅任意球弧线破门，37岁的他将自己保持的联赛任意球直接破门纪录刷新到了22粒。

### 磐田喜悅
2017年1月8日，中村俊辅转会加盟球队磐田喜悦。8月5日，在日职联赛第20轮磐田喜悦主场负于2-3广岛三箭的比赛中，中村俊辅底线附近人球分过突入禁区后造点球并主罚命中。
2018年6月14日，球队磐田喜悦官方宣布，中村俊辅接受了右脚手术将缺阵6周。

### 橫濱FC
2019年7月11日，横滨FC官方宣布，41岁的中村俊辅加盟球队，他将身穿25号球衣征战日乙联赛。
日本足球传奇名将中村俊辅宣布将在赛季结束后正式退役。
日乙联赛闭幕战，横滨FC客场4-3战胜熊本深红，中村俊辅完成了职业生涯最后一场比赛。

## 國家隊生涯
1995年，中村俊辅被山本昌邦执教的日本U20足球代表队招入队中，成为当年亞足联U-19錦標賽中唯一一名高中球员。
1997年，中村俊辅帮助日本U20足球代表队打进了國際足總U-20世界盃的八强。
2000年2月13日，中村俊辅在日本与新加坡的亚洲盃预选赛中上演了国家队的处子秀。2月16日，日本在预选赛中迎战汶莱，中村俊辅打进了他在国家队的第一个进球。10月份在2000年亚洲盃比赛中，日本在法国主教练菲利普·特鲁西埃的率领下夺得亚洲盃冠军，中村俊辅在全部比赛中均有出场。
2000年9月，中村俊辅代表日本23歲以下足球代表隊出征在澳洲悉尼举行2000年奥运会，并帮助日本打进八强。
2002年，在韩国和日本合办的2002年世界杯前日本的最后四场热身赛中，中村俊辅全部首发出场，但是中村俊辅最终没有进入日本23人大名单。特鲁西埃之后巴西主帥济科成为日本新主帅，在济科新的战术体系下，中村俊辅成为球队的进攻核心。
2003年6月19日，在圣丹尼法兰西球场举行的2003年联合会杯揭幕战日本3-0完胜新西兰的比赛中，中村俊辅左脚巧射与头球冲顶梅开二度。6月21日，在圣埃蒂安举行的联合会杯A组第2轮日本1-2负于法国的比赛中，中村俊辅利用任意球打入1球。
2004年8月8日，在中国举行的2004年亚洲杯决赛中，中村俊辅三次助攻队友得分，帮助日本3-1战胜中国夺得亚洲杯冠军。赛后，中村俊辅当选赛事最佳球员（MVP）同时入选亚洲杯最佳阵容。
2005年6月22日，在德国举行的2005年联合会杯日本与巴西的比赛中，中村俊辅先是远射破门，随后又是一次任意球击中立柱队友补射破门。
2007年8月20日，在亚足联的官方网站上公布了2007年亚洲杯的最佳阵容，本次最佳阵容的出炉方式则完全由球迷评选，中村俊辅入选了这次的最佳阵容。
2010年7月1日，中村俊辅正式宣布退出日本国家足球队。

## 獎項

### 個人
- 2004年亞洲盃最有價值球員
- 2007年蘇格蘭PFA足球先生
- 2007年蘇格蘭足球先生
- J1聯賽MVP : 2000、2013

### 球會
橫濱水手
- 日本聯賽盃冠軍 : 2001
- 天皇盃冠軍 : 2013

些路迪
- 蘇格蘭超級足球聯賽冠軍：2005-06、2006-07、2007-08
- 蘇格蘭足總盃：2007
- 蘇格蘭聯賽盃：2006

### 國家隊
日本
- 亞洲盃：2000、2004

## 外部連結
- 中村俊輔 – FIFA國際賽競賽紀錄 (存檔)
- 中村俊輔在 National-Football-Teams.com 上的出场纪录
- Japan National Football Team Database （页面存档备份，存于）
- 日本職業足球聯賽中的中村俊輔 （日語）
- 官方网站
- Profile at Celtic
- Profile at Júbilo Iwata（页面存档备份，存于）
- 足球数据库：中村俊輔的球员统计数据
- 個人網站（页面存档备份，存于）